# Ascidia melanostoma
Ascidia melanostoma är en sjöpungsart som beskrevs av Sluiter 1885. Ascidia melanostoma ingår i släktet Ascidia och familjen Ascidiidae. Inga underarter finns listade i Catalogue of Life.